# Fiat 850
Fiat 850 är en personbil, tillverkad av den italienska biltillverkaren Fiat mellan 1964 och 1972. Modellen tillverkades också på licens av Seat i Spanien. Motorn blev en riktig "långkörare" och fanns i Seat Marabella ända in på 1990-talet. Hos Fiat försvann den 1985 när Fire-motorn kom.

## Berlina
1964 presenterade Fiat en vidareutveckling av svansmotorbilen 600. Den nya 850 hade större motor och rymligare kaross. Bilen fanns i två utföranden: 850 Normale med 34 hk och 850 Super med 37 hk. I februari 1968 tillkom 850 Special med den starkare coupé-motorn och skivbromsar fram.
Produktionen upphörde 1971 efter 2 203 380 exemplar.

## Coupé
På Genèvesalongen 1965 introducerades 850 Coupé. Den hade starkare motor på 47 hk och skivbromsar fram, i övrigt var mekaniken identisk med Berlina. I mars 1968 ersattes den av 850 Sport Coupé, med modifierad front och större motor.
Produktionen upphörde 1971 efter 342 873 exemplar.

## Spider
Tillsammans med coupén introducerades den öppna 850 Spider på Genève-salongen 1965. Karossen ritades och byggdes av Bertone. I Spidern gav motorn 49 hk. I mars 1968 ersattes den av 850 Sport Spider, med modifierad front och större motor.
Produktionen upphörde 1972 efter 124 660 exemplar.

## Familiare
- Se under huvudartikeln: Fiat 600T/850T/900T.

## I populärkultur
I filmen "Jönssonligan på Mallorca" kör Vanheden, Sickan och Dynamit-Harry omkring i en gul Seat 850 vilket är en spansktillverkad Fiat 850. Denna har en röd sol målad på som gör reklam för ett solarium. I en biljaktsscen måste ligan snabbt vända i en trång gränd. Vanheden tar då loss ratten och räcker över till Harry som sitter i baksätet. Han sätter sig då baklänges och kör med ratten monterad mot hatthyllan. Eftersom bilen ser i stort sett likadan ut fram och bak ser det vid första anblicken ut som att de kör bilen baklänges.

## Motorer
| Modell        | Motor              | Cylindervolym | Effekt   | Bränslesystem    |
| ------------- | ------------------ | ------------- | -------- | ---------------- |
| Berlina       | 4-cyl radmotor ohv | 843 cm³       | 34-37 hk | Enkel förgasare  |
| C, S, Special | 4-cyl radmotor ohv | 843 cm³       | 47-49 hk | Dubbel förgasare |
| Sport         | 4-cyl radmotor ohv | 903 cm³       | 52 hk    | Dubbel förgasare |

## Bilder

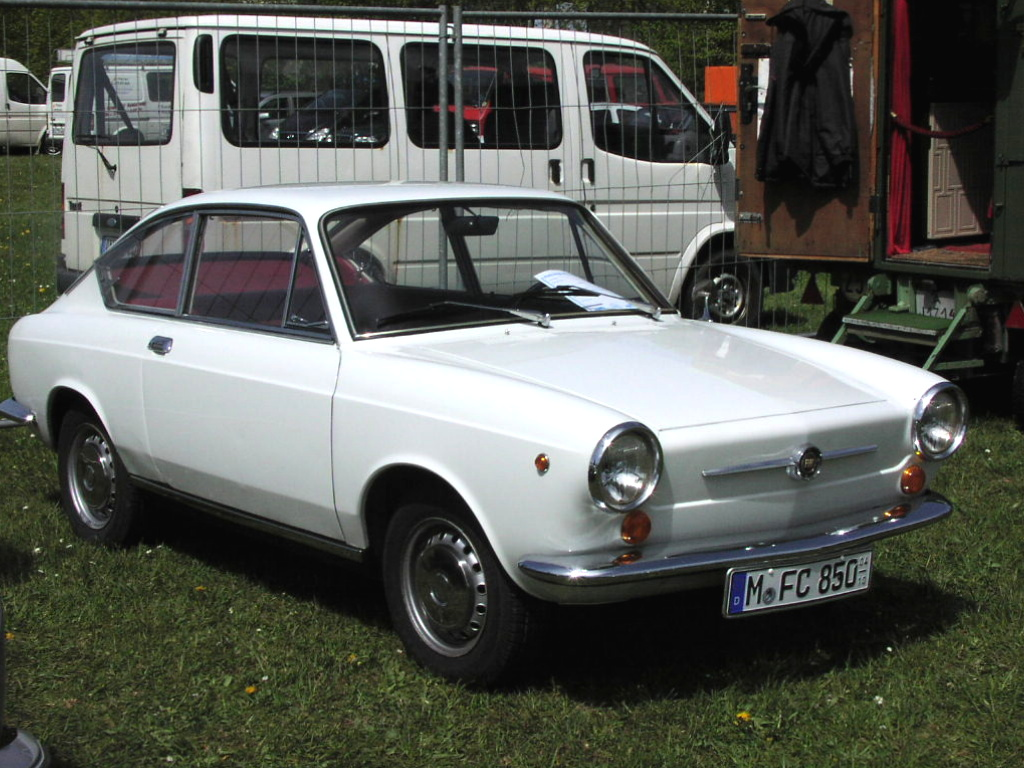
Coupé
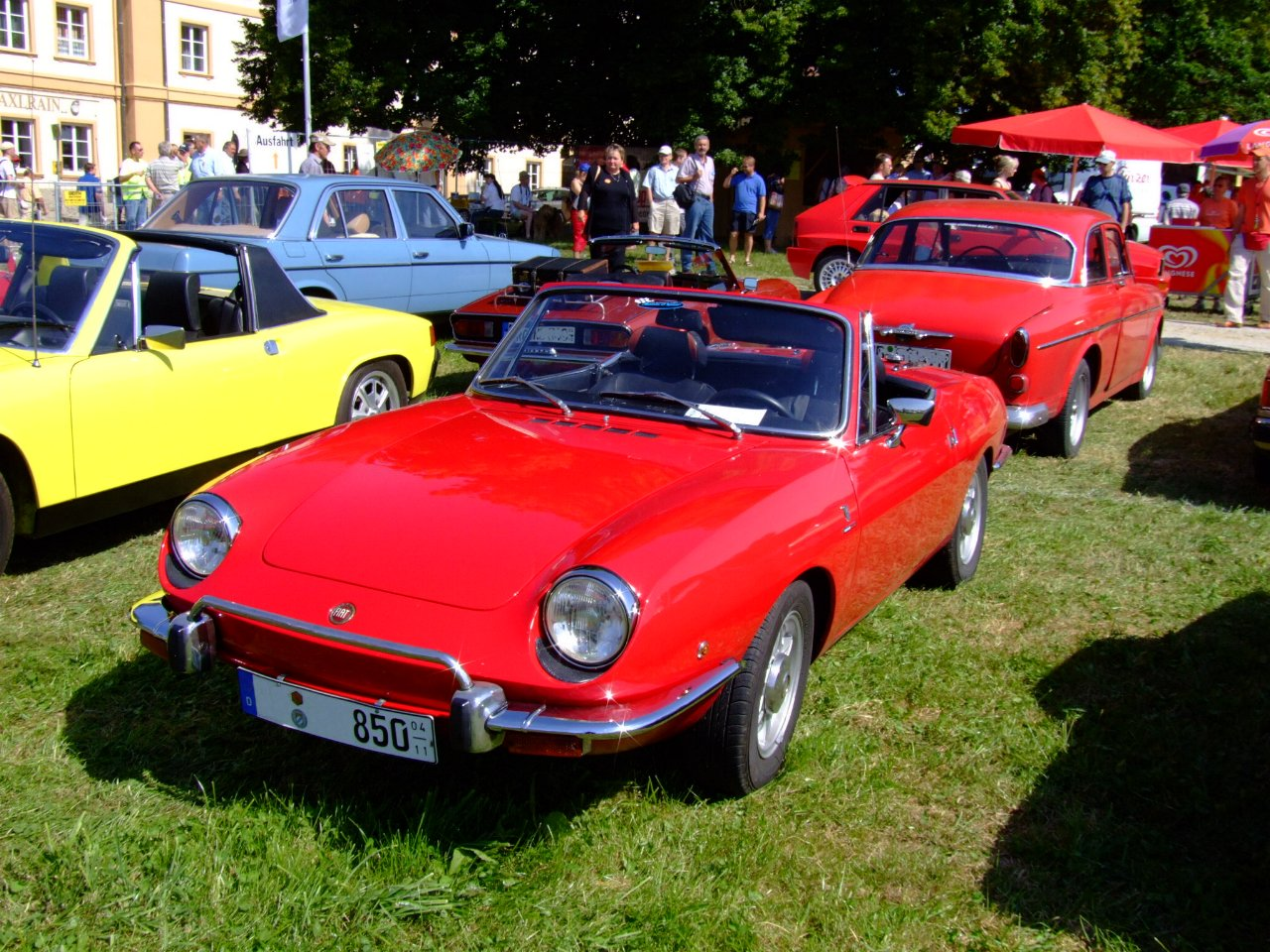
Spider